# White Paper
Albums de Wang Lee-hom
Missing You
(1996) Revolution
(1998)
White Paper (chinois : 白紙) est le quatrième album studio du chanteur taïwano-américain Wang Lee-hom, paru en 1997. Il est sorti le 18 juillet 1997 par Decca Records en Taïwan. L'album comporte onze chansons.

## Liste des chansons
1. 在每一秒里都想见到你
2. 不要开灯
3. 爱在思念蔓延时
4. 认真
5. 放逐思念
6. 白纸
7. 给我你的手
8. Dream Again
9. 想家
10. 四月还会下雪